# 冬のリヴィエラ
『冬のリヴィエラ』（ふゆのリヴィエラ）は、1982年11月21日に発売された森進一の56枚目のシングル。

## 解説
- タイトルにある「リヴィエラ」はイタリア語で「海岸」を意味する。フォークソング風の「襟裳岬」に引き続き、ポップス風の作品である。
- レコーディングの際にはビクターの担当であった川原伸司や松本らに加え、ライバル会社であるCBS・ソニーの若松宗雄もスタジオに呼ばれて立ち会っていた。
- 作曲者の大瀧詠一は「歌詞の通りに曲を付けた」「森進一でジャズを、と依頼されたがジャズの素養がないから断念した」と語った[3]。朝日新聞の記事では、"曲はニューミュージック界の俊英、大瀧詠一"と書かれている[4]。森進一は「どんな歌だろうが、うたってしまえば自分のもの」と発言した[4]。
- 1974年の「北航路」以来9年ぶりのオリコントップ10入りを果たした。TBS「ザ・ベストテン」でも1979年の「新宿・みなと町」以来4年ぶりのランクインとなり、7週連続10位以内にランクインした。森のシングルでは2024年時点でオリコントップ10入りを果たした最後の曲となっている[1]。「ザ・ベストテン」10位内ランクインも、本曲が最後であった[2]。
- 作詞者の松本隆は1983年の「第16回日本作詩大賞」で初のグランプリを獲得した。
- 1983年の第34回と、29年後の2012年の第63回の合計2回披露した。
- 2013年に大瀧が65歳で急死した際に、森は「冬のリヴィエラは、いまも私にとって大きな宝物のような一曲。大瀧さんの元に届きますよう、心を込めて歌わせていただきます」とコメントした[5]。

## 収録曲
1. 冬のリヴィエラ（4分28秒）
作詞：松本隆／作曲:大瀧詠一／編曲：前田憲男
2. 駅灯り（3分22秒）
作詞：山口洋子／作曲：平尾昌晃／編曲：薗広昭

## カバー
- 大滝詠一 - アルバム『SNOW TIME』に英語詞のセルフカバー「夏のリビエラ」[6]収録
- 敏いとうとハッピー&ブルー - 全曲集収録
- 森昌子 - 1984年歌唱
- 駒田徳広 - 『84'ヤングジャイアンツ歌の球宴』収録
- エリサ・チャン（香港の歌手）（中国語: 陳潔靈） - 1987年のアルバム『陳潔靈』収録。新たに広東語の歌詞がつけられ、曲名は「忘記回望」。
- アラン・タム - 1988年のアルバム『擁抱』収録。新たに広東語の歌詞がつけられ、曲名は「80歳後」。
- ボサノバカサノバ - 1996年に「夏のリビエラ」歌唱
- What's Love? - 2002年のアルバム『ナイアガラで恋をして Tribute to EIICHI OHTAKI』・2003年のアルバム『温故知新』収録
- 関ジャニ∞ - ミニアルバム『感謝＝∞』収録
- 中西圭三 - カバーアルバム『結晶』収録
- クレイジーケンバンド - カバーアルバム『好きなんだよ』収録